# Học viện Hải quân Đế quốc Nhật Bản
Trường Quân sự Hải quân (tiếng Nhật: 海軍兵学校; rōmaji: Kaigun heigakkō; phiên âm Hán-Việt: Hải quân binh học hiệu
) là một cơ sở đào tạo sĩ quân sơ cấp của Hải quân Đế quốc Nhật Bản, tồn tại từ năm 1876 đến tận năm 1945.
Hệ thống đào tạo sĩ quan sơ cấp của Hải quân Đế quốc Nhật Bản gồm 3 cơ sở: Trường Quân sự Hải quân đào tạo sĩ quan chiến đấu, Trường Cơ giới Hải quân đào tạo sĩ quan về máy móc hàng hải, và Trường Hoa tiêu Hải quân đào tạo sĩ quan hoa tiêu. Trường Quân sự Hải quân đóng ở đảo Eta (江田島) ở tỉnh Hiroshima.
Trong suốt 78 khóa học, trường này đã cung cấp cho Hải quân Đế quốc Nhật Bản 12.433 sĩ quan. Trường tuyển sinh thanh niên Nhật trong độ tuổi 16 đến 19 vào để đào tạo. Ban đầu, mỗi khóa đào tạo kéo dài 3 năm. Từ năm 1927 thì nâng lên 3 năm 8 tháng. Từ năm 1932 nâng lên thành 4 năm. Tuy nhiên, khi chiến tranh Trung - Nhật bùng nổ, do nhu cầu sĩ quan hải quân tăng lên, nên thời gian đào tạo rút ngắn dần. Như khóa 73 (nhập học năm 1941) chỉ kéo dài 2 năm 4 tháng. Chương trình học chủ yếu tiếp thu từ chương trình đào tạo hải quân của Anh. Đặc biệt, trong Chiến tranh thế giới thứ hai, khi nhiều trường ở Nhật bỏ dạy môn tiếng Anh vì coi đó là ngôn ngữ của kẻ địch, Trường Quân sự Hải quân vẫn giữ môn học này. Sau Chiến tranh, nhiều học sinh của trường với khả năng tiếng Anh tốt đã có cơ hội thành đạt.
Sau khi Đế quốc Nhật Bản đầu hàng, Hải quân Đế quốc bị giải tán, thì Trường Quân sự Hải quân cũng bị giải thể chính thức vào ngày 1 tháng 12 năm 1945.